# Грановка (Ровненская область)
Грановка (укр. Гранівка) — село в Козинской сельской общине Дубенского района Ровненской области Украины.
До 2020 года входило в Радивиловский район.
Население по переписи 2001 года составляло 496 человек. Население по состоянию на 01.01.2024 года составляло 426 человек. Почтовый индекс — 35523. Телефонный код — 3633. Код КОАТУУ — 5625883902.